# Hylaea leptoloba
Hylaea leptoloba là một loài thực vật có hoa trong họ La bố ma. Loài này được (Monach.) J.F.Morales mô tả khoa học đầu tiên năm 1999.